# Sainte-Luce (Isère)
Sainte-Luce település Franciaországban, Isère megyében. Lakosainak száma 41 fő (2022. január 1.). Sainte-Luce Les Côtes-de-Corps, Quet-en-Beaumont, Saint-Michel-en-Beaumont és La Salle-en-Beaumont községekkel határos.

## Népesség
A település népessége az elmúlt években az alábbi módon változott:
| Lakosok száma | 51   | 25   | 33   | 33   | 42   | 43   | 43   | 41   | 40   | 41   |
|               | 1968 | 1982 | 1990 | 2006 | 2013 | 2015 | 2017 | 2019 | 2020 | 2022 |